# Julien Delbecque
Julien Delbecque, né le 1er septembre 1903 à Harelbeke et mort le 22 octobre 1977 à Courtrai, est un coureur cycliste belge.

## Biographie
Julien Delbecque devient cycliste professionnel en 1924. Il se révèle l'année suivante en remporte le Tour des Flandres. En 1926, il gagne Paris-Roubaix, le Circuit de Champagne et se classe deuxième de Bordeaux-Paris et du championnat de Belgique sur route. Il est à nouveau vainqueur du Circuit de Champagne et vice-champion de Belgique en 1927. Sa carrière est écourtée par des ennuis gastriques.

## Palmarès
- 1923
  - 5e étape du Tour de Belgique indépendants[2]
  - 2e du Tour de Belgique indépendants
- 1925
  - Tour des Flandres
  - Paris-Longwy
  - 3e étape du Critérium du Midi[2]
  - 3e du Critérium du Midi
- 1926
  - Paris-Roubaix
  - 3e étape du Tour du Pays basque
  - Circuit de Champagne
  - 2e de Bordeaux-Paris
  - 2e du championnat de Belgique sur route
  - 3e de Bruxelles-Paris
  - 4e du Tour des Flandres
  - 5e de Paris-Tours
- 1927
  - Circuit de Champagne
  - 2e du championnat de Belgique sur route
  - 4e de Paris-Roubaix
  - 5e de Paris-Tours
- 1928
  - Circuit de la région de la Lys
  - 2e du Tour de Belgique
  - 3e du Tour de Cologne

## Résultats sur les grands tours

### Tour de France
1 participation
- 1929 : abandon (14e étape)